# Tunshu
Tunshu es una montaña en la Cordillera Central en los Andes del Perú. Se ubica en la región Junín, provincia de Jauja, distrito de Canchayllo y en la provincia de Yauli, distrito de Suitucancha. Tunshu se encuentra al norte del nevado Pariacaca y al noroeste de Tukumachay y el lago llamado Carhuacocha. Se sitúa en el límite norte de la Reserva Paisajística Nor Yauyos-Cochas.
Tiene una altutud de 5560 m s. n. m.